# سیارک ۷۴۶۱
سیارک ۷۴۶۱ (به انگلیسی: 7461 Kachmokiam، نامگذاری:1984TD) هفت هزار و چهارصد و شصت و یکمین سیارک کشف شده‌است که در ۳ اکتبر ۱۹۸۴ کشف شد.
قدر مطلق سیارک برابر ۱۳٫۱۰ است.